# Anomochilus leonardi
Anomochilus leonardi är en ormart som beskrevs av Smith 1940. Anomochilus leonardi ingår i släktet Anomochilus och familjen korallcylinderormar. IUCN kategoriserar arten globalt som livskraftig. Inga underarter finns listade i Catalogue of Life.
Arten lever endemisk på norra Borneo.